# 尚氣
尚氣（或譯作上氣）是漫威漫畫的一個虚构超級英雄，人物的原形為李小龍，名字的意思為「昇華的靈氣」（The rising and advancing of a spirit）。他通常被称为“功夫大师”。尚气由作家史蒂夫·恩格拉霍特与画家吉姆·斯大林联合创作，他擅长各种武器或非武器装备，特别擅长棍、双节棍和剑等。在后面的几年里，尚气加入到复仇者联盟，并学会了影分身术。

## 虚构传记
- “功夫大师”时代

尚氣-功夫大師的崛起
- “重新归来”时代
- “雇佣英雄”时代
- 英雄年代
- “漫威Now”时代
- “秘密帝国”时代
- 尚氣出生於中國河南省，是漫威漫畫中少數的亞裔漫畫角色。其父郑祖是當時在中國惡名昭暲的大壞蛋，被称为傅满洲。
- 少年時曾加入英國秘密情報局，後成為復仇者聯盟一員。

## 能力和裝備
尚氣是漫威宇宙中武術修為最高的凡人之一，其格鬥技巧遠超美國隊長和夜魔俠等以格鬥技術著名的超級英雄。尚氣一生的大部分時間都在用於武藝修煉，大部份漫威宇宙中的格鬥高手均認為尚氣是最強大的格鬥者及少數的功夫實踐者。尚氣的格鬥能力大都源於他對“气”的熟練掌握，連崑崙高手鐵拳俠也承認自己對“氣”的掌握不及尚氣，因此尚氣能擁有常人不能的身手，如躲避子彈的能力，並能利用他的護腕轉移子彈。尚氣在修練“氣”的同時，亦有修練其集中注意力和冥想方面的能力，另外他還擅長其他武器的運用，如劍、棍、菲律賓魔杖及其標誌武器雙截棍的使用。
某次尚氣遭受宇宙輻射後，他獲得了影分身技能。

## 其他媒体

### 电影
2006年，尚氣被漫威影業选出作为和派拉蒙影業交易的新電影之一，如果《鋼鐵人》失利，這些角色版權就會一併賣出。其中包括美国队长、尼克·弗瑞、奇异博士、鹰眼、超能小队、黑豹和斗篷與匕首。2018年12月，漫威影业確認開拍漫威電影宇宙「尚氣」獨立電影，聘请大卫·卡拉汉撰写剧本。2019年3月，德斯汀·丹尼爾·克雷頓被聘请为该片导演。在2019年7月20日SDCC上，劉思慕確認擔任主演饰演“尚气”。刘思慕在发布会上表示，该电影属于海外亚裔，表现了亚裔的身份认同问题，然而却引发中国观众“《尚气》不是用来取悦中国观众”的解读，以及因黄祸论而对“电影辱华”的争议 。不過劉思慕隨後在個人直播上表示，漫威絕對不會使用舊時代下不合時宜的錯誤元素。
- 漫威電影宇宙：由劉思慕飾演徐尚氣（英语：Shang-Chi (Marvel Cinematic Universe)）。
  - 《尚氣與十環傳奇》（2021年）
  - 《復仇者聯盟：末日之戰》（2026年）

### 電視
- 漫威電影宇宙：由劉思慕回歸飾演徐尚氣（英语：Shang-Chi (Marvel Cinematic Universe)）。
  - 《無限可能：假如…？》第三季（2024年）：動畫劇集，配音演出。
  - 《喪屍英雄》（2025年）：動畫劇集，配音演出。

### 电子游戏
- 《MARVEL未來之戰》：手機遊戲，尚氣是玩家可使用角色之一[8][9]。
- 《漫威超級戰爭》

## 合集版本
| 书名                  | 所属书系            | 包含内容 | 页数    | 出版日期       | 国际标准书号        |
| --------------------- | ------------------- | --- | ------- | -------------- | ------------------- |
| 尚气：功夫大师        | 不適用              | 《尚气：功夫大师》第1期至第6期 | 144页   | 2003年5月      | ISBN 978-0785111245 |
| 功夫致命手：走出过去  | 不適用              | 《功夫致命手》第一卷第1期、第32期到第33期；《功夫致命手》第二卷第1期到第4期                                                                              | 160页   | 2014年11月4日  | ISBN 978-0785190783 |
| 功夫大师：战争世界    | 不適用              | 《功夫大师》第二卷第1期到第4期；《浪人》第2期 | 112页   | 2016年1月      | ISBN 978-0785198796 |
| 尚气：功夫大师 第一卷 | 尚气：功夫大师 合集 | 《特别漫威版》第15期到第16期；《功夫大师》第一卷第17期到第37期；《特大号功夫大师》第1期到第4期；《特大号蜘蛛侠》第2期；《钢铁侠年刊》第一卷第4期部分内容 | 696页   | 2016年6月14日  | ISBN 978-1302901295 |
| 尚气：功夫大师 第二卷 | 尚气：功夫大师 合集 | 《功夫大师》第一卷第38期到第70期；《功夫大师年刊》第1期                                                                                                  | 664页   | 2016年9月20日  | ISBN 978-1302901301 |
| 尚气：功夫大师 第三卷 | 尚气：功夫大师 合集 | 《功夫大师》第一卷第71期到第101期；《假设》第16期 | 696页   | 2017年3月14日  | ISBN 978-1302901318 |
| 尚气：功夫大师 第四卷 | 尚气：功夫大师 合集 | 《功夫大师》第一卷第102期到第125期；《漫威漫画出品》第一卷第1期到第8期；《功夫大师：刺黑》第1期                                                          | 748页   | 2017年10月17日 | ISBN 978-1302901325 |
| 功夫致命手 第一卷     | 功夫致命手 合集     | 《功夫致命手》第一卷第1期到第18期；《功夫致命手特辑版》；《功夫致命英雄》                                                                                | 1,152页 | 2016年11月15日 | ISBN 978-1302901332 |
| 功夫致命手 第二卷     | 功夫致命手 合集     | 《功夫致命手》第一件第19期到第33期；《奇妙冒险》第25期部分材料                                                                                           | 1,000页 | 2017年6月20日  | ISBN 978-1302901349 |

## 盟友
- 复仇者聯盟
  - 新復仇者
  - 秘密復仇者（英语：Secret Avengers）
- 黑傑克 塔爾（英语：Black Jack Tarr）
- 克萊夫 雷斯頓（英语：Clive Reston）
- 軍情六處
- 漫威骑士团
- 雇傭英雄（英语：Heroes for Hire）

## 敵人
- 布萊諾奇（英语：Brynocki）
- 傅满洲
- 花露水 (傅满洲系列)（亦敌亦友）
- 幽靈製造者（英语：Ghost Maker）
- 午夜太陽（英语：Midnight Sun (Marvel Comics)）
- 剃刀拳（英语：Razor Fist）
- 震動波（英语：Shockwave (comics)）
- 死亡商人（英语：Death Dealer (character)）